# Tumbarumba
Tumbarumba è una piccola città della Contea di Selwyn, alla periferia delle regioni di Riverina e South West Slopes nel Nuovo Galles del Sud, distante 480 km da Sydney fondata alla fine degli anni '50 del XIX secolo.
Il censimento del 2006 ha stabilito che vi vivono 1487 persone.

## Galleria d'immagini

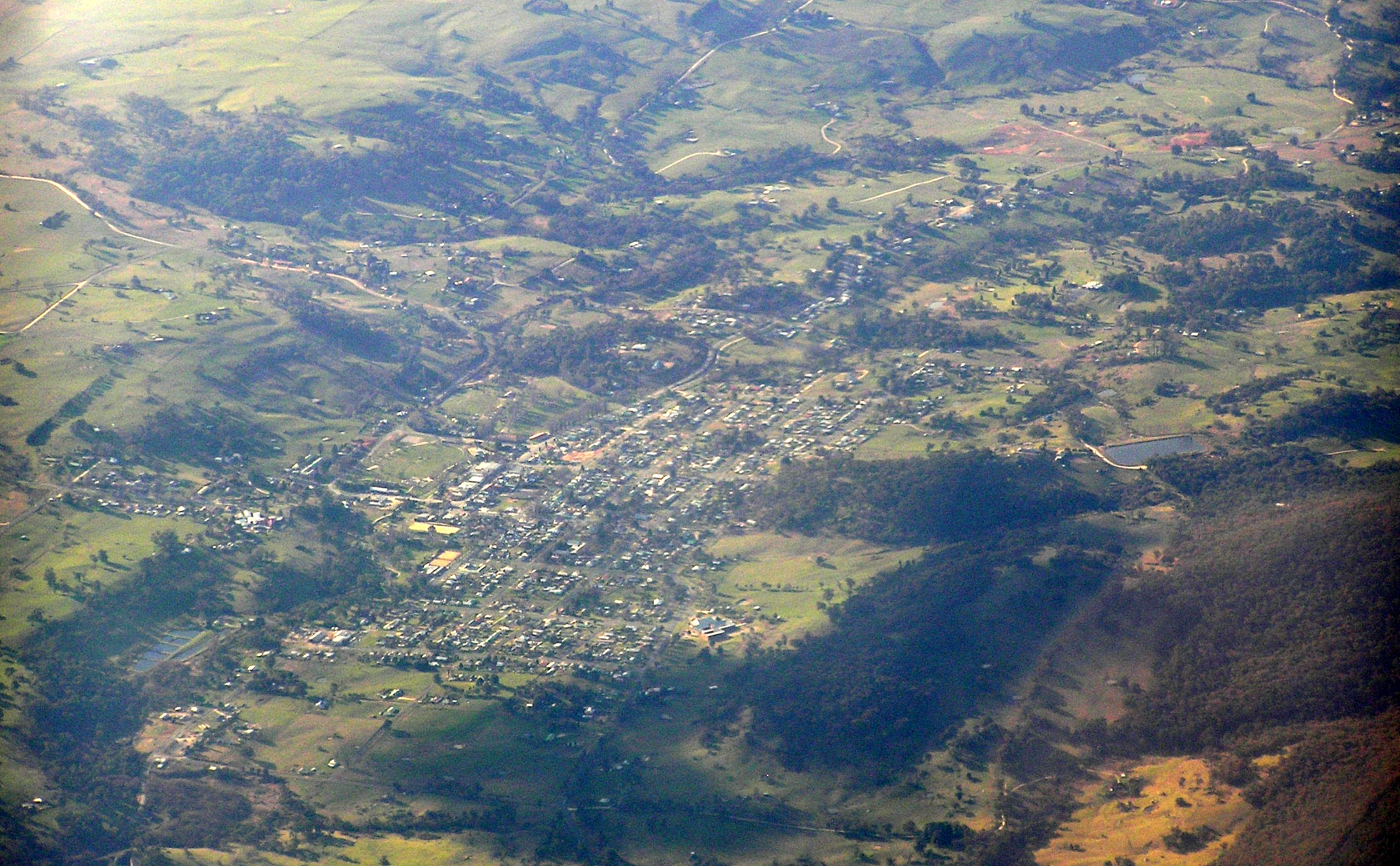
Visuale aerea da sud-est
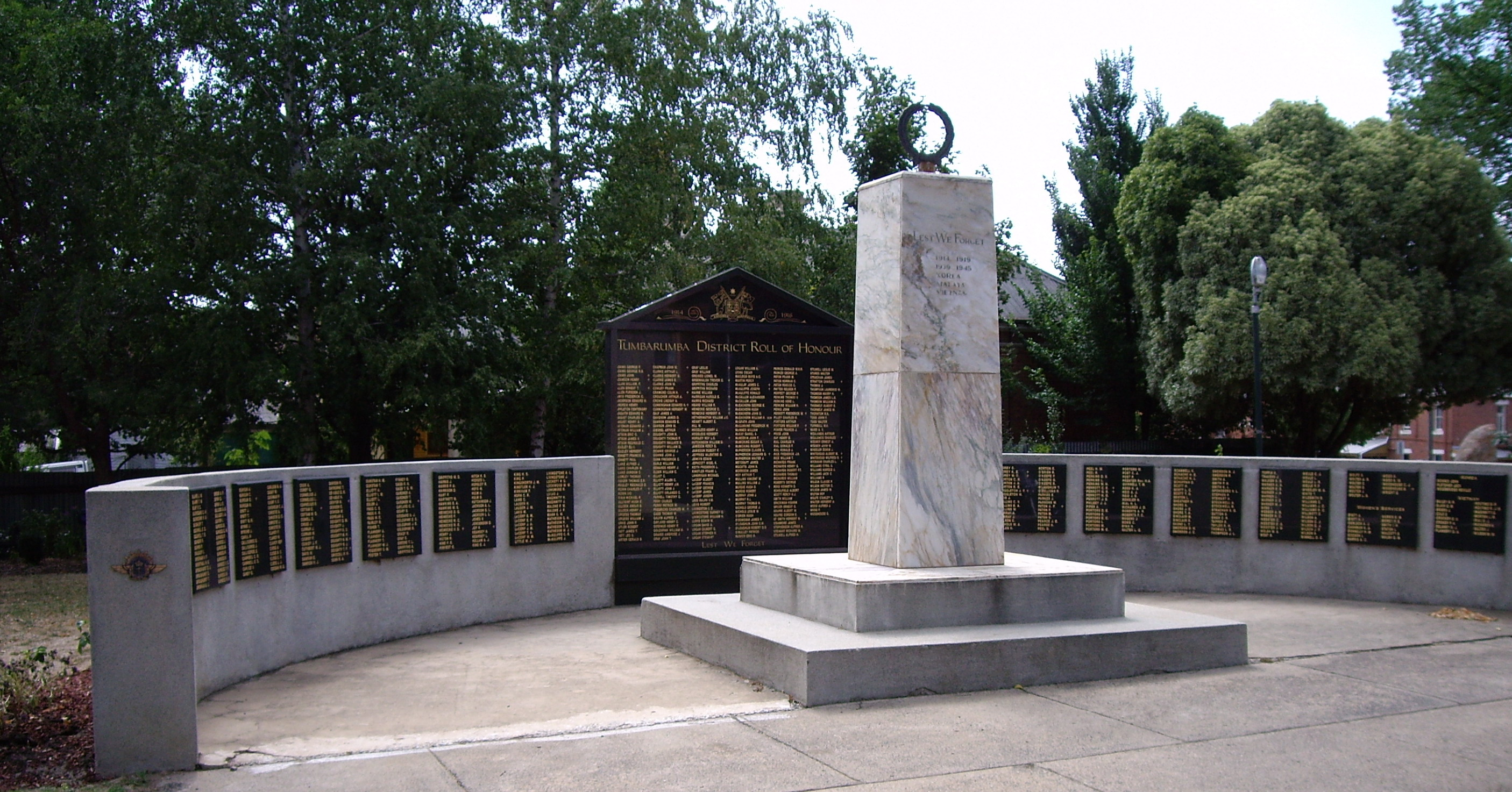
Tumbarumba District Roll of Honour
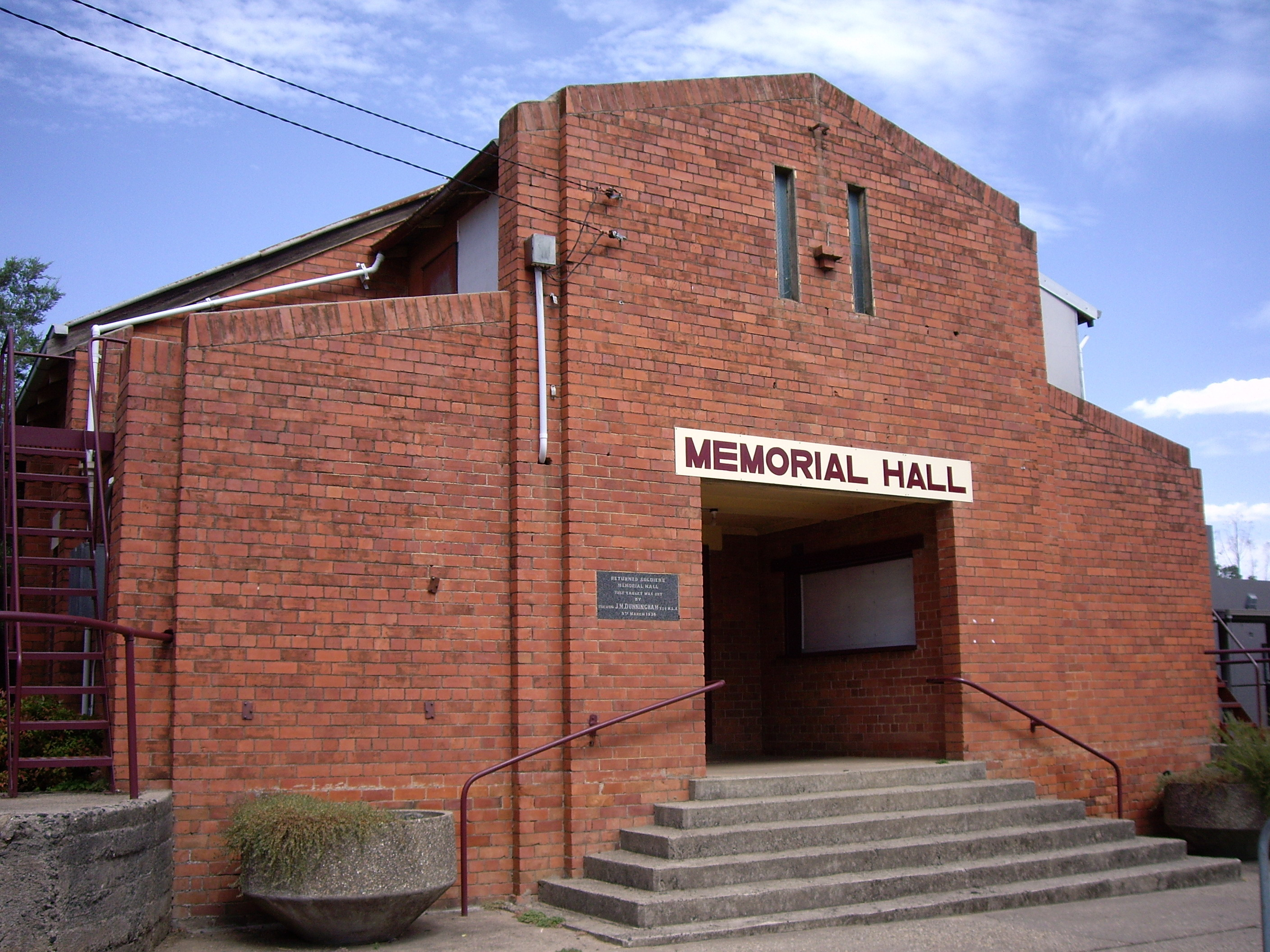
Tumbarumba Memorial Hall
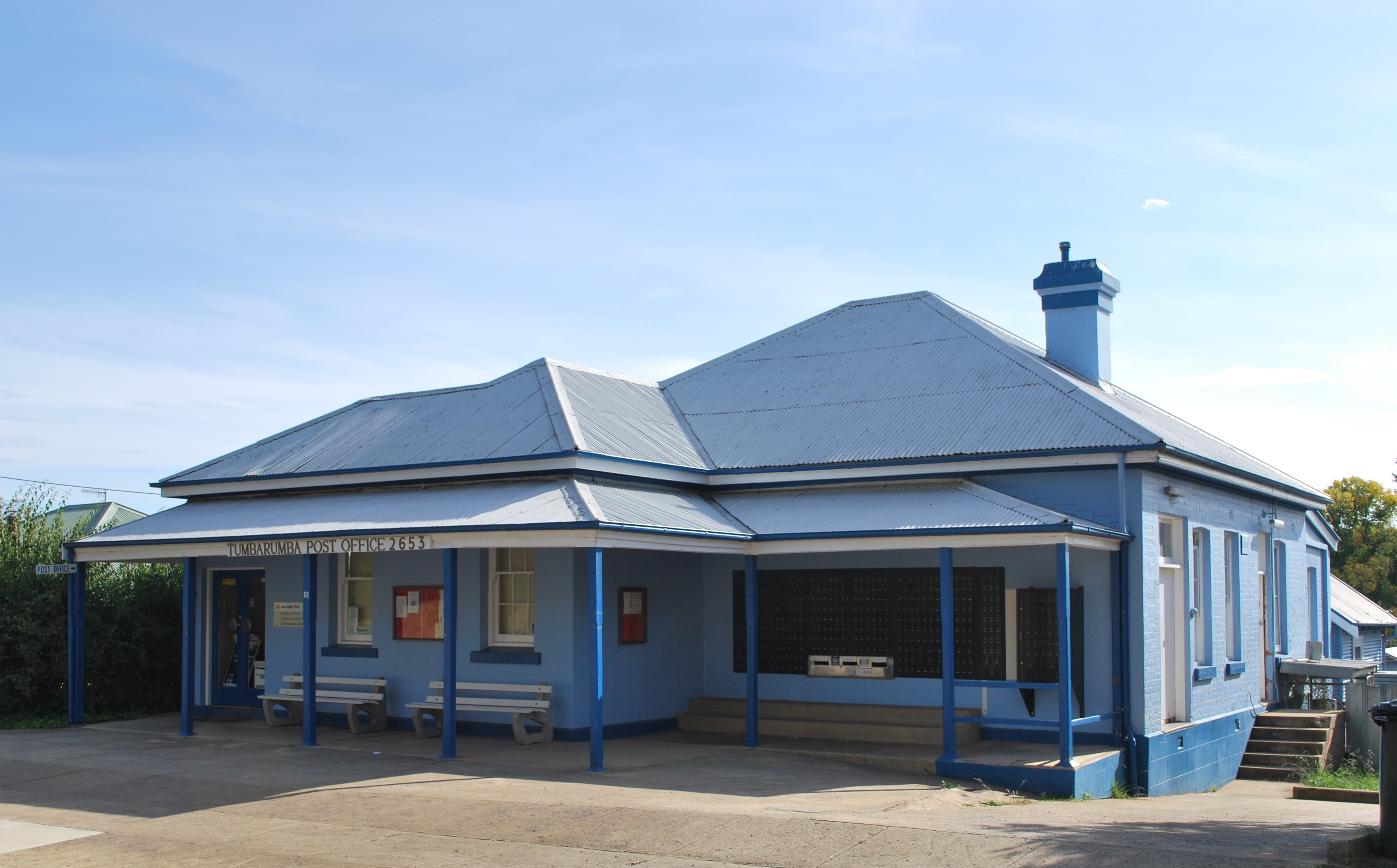
Ufficio postale
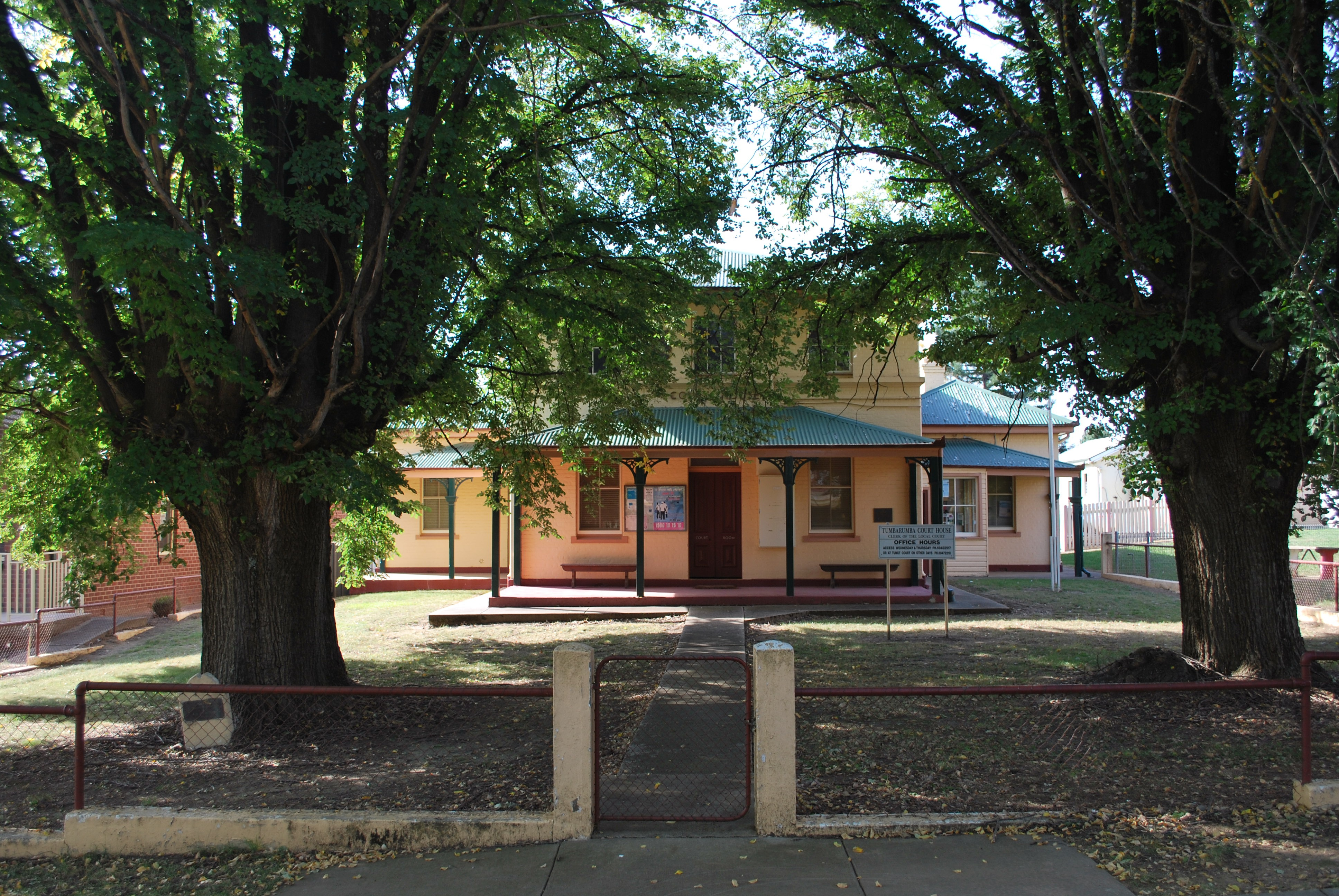
Tribunale